# Набильская культура
Набильская культура — археологическая культура железного века, распространенная на территории  Сахалина в X—II вв. до н.э. 

## Материальная культура
Керамика представлена остродонными сосудами декорированную гребенчатым орнаментом при полном отсутствии шнура. Полуподземные жилища имели каркасно-столбовую конструкцию. Размеры основания 9,8x8,6 м. В них имелись хозяйственные ямы выполняющие роль погребов. Многочисленны каменные орудия: ножи, топоры, наконечники. Археологи предполагают наличие железных орудий на основе находок фрагментов корродированного железа. Присутствуют янтарные украшения.

## Генетические связи
Изначально сформировалась на севере Сахалина. Косвенные признаки указывают на восточносибирские и даже забайкальские (Культура плиточных могил) истоки набильских культурных традиций. В процессе миграции носителей культуры на юг острова и ассимиляции местного населения привела к появлению Сусуйской культуры. Миграция могла быть вызвана нашествием племен с континента. Отдельные следы набильской керамики прослеживаются вплоть до Хоккайдо